# La Xava
La Xava una novel·la escrita per Juli Vallmitjana, publicada el 1910 a la llibreria L'Avenç de la Rambla de Catalunya de Barcelona sota el pseudònim J.V. Colomines. Malgrat ser un èxit entre els lectors, els sectors benpensants de la cultura del moment la van rebutjar i la van menysprear, tant pel contingut com per la forma.
La Xava se situa als barris més pobres de Barcelona (els de sota Montjuïc que, segons l'autor, són els únics de la ciutat amb caràcter). Així, els seus protagonistes són les prostitutes, els lladres, els pispes… Una marginalitat que l'autor coneixia de primera mà i de la qual no es feia ressò la literatura burgesa de la primera dècada del segle xx, a cavall del modernisme i del noucentisme. D'altra banda, Juli Vallmitjana tenia una prosa excessivament matussera, massa plena d'incorreccions gramaticals per als ulls dels acadèmics.
Tot i això, la seva capacitat narrativa resulta brillant i plena de vitalitat quan són els personatges els que parlen: és el català dels marginats, una llengua que s'omple del sentit de l'idioma, de ritme i d'intenció. La força de La Xava radica, precisament, en el fet que la història és veritat i els personatges són veritat perquè la seva parla és, també, de veritat. Juli Vallmitjana és l'únic escriptor que va ficar-se a fons en la llengua dels baixos fons, tal com ho havia fet ja en la dels gitanos. Per tant, de La Xava en flueix un català vivent, impur i impecable que sorprèn i corprèn per la seva força, per la seva raresa i, fins i tot, per la seva existència.